# هاتاکه‌یاما یوشیفوسا
هاتاکه‌یاما یوشیفوسا (به ژاپنی: 畠山 義総 Hatakeyama Yoshifusa); ۱ ژانویهٔ ۱۴۹۱ – ۱۹ اوت ۱۵۴۵) سامورایی و دایمیو در دوره سنگوکو در ژاپن بود.